# Conspiración de la pólvora en la cultura popular

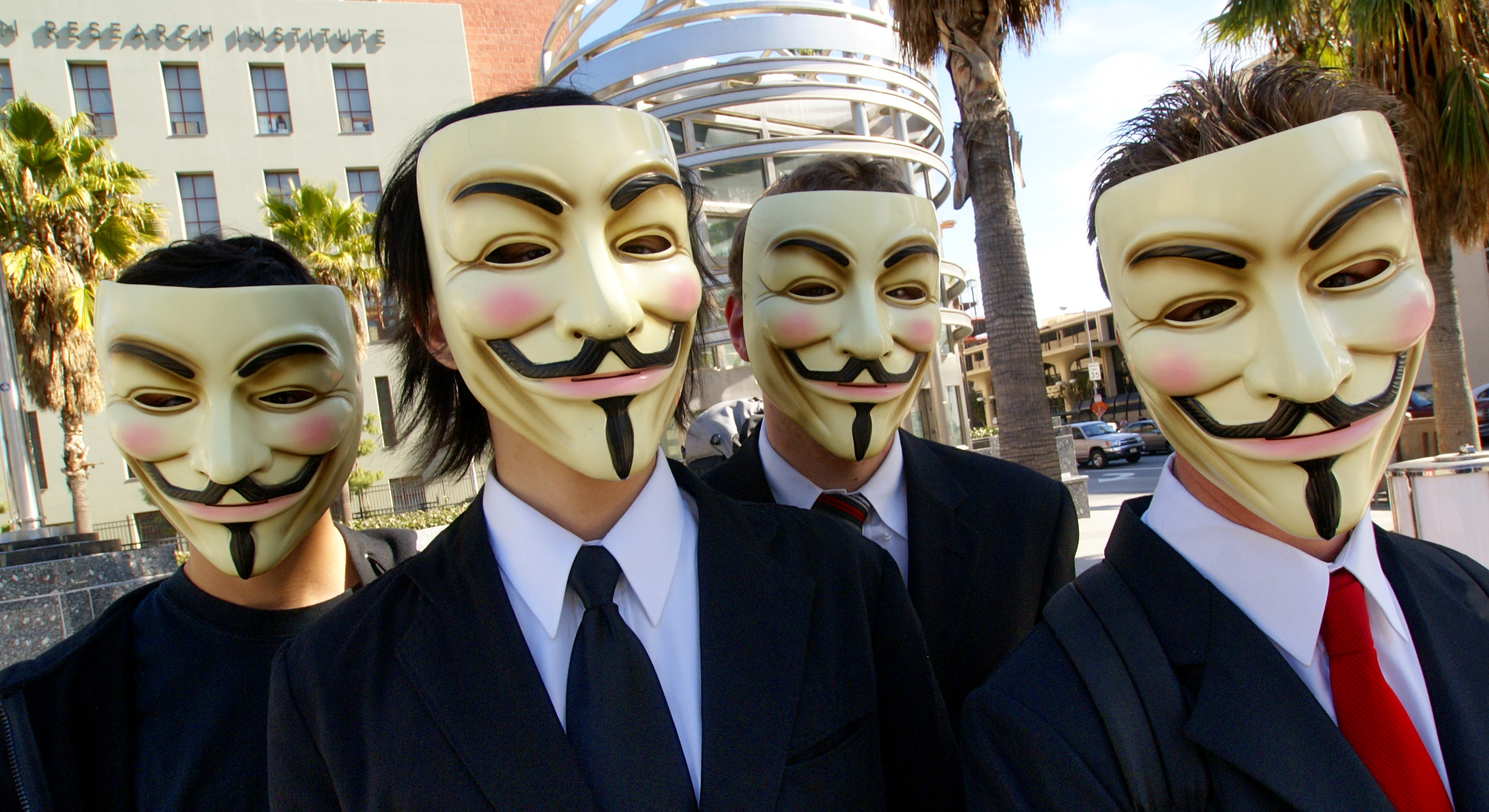
Anonymous con máscaras de Guy Fawkes en la zona de la Cienciología en Los Ángeles

La conspiración de la pólvora en la cultura popular fue un intento fallido de asesinato contra Jacobo VI de Escocia y I de Inglaterra por un grupo de católicos ingleses provincianos liderado por Robert Catesby. El objetivo de los conspiradores era volar la Cámara de los Lores durante la Ceremonia de apertura del Parlamento del Reino Unido del 5 de noviembre de 1605, mientras el rey y muchos otros miembros importantes de la aristocracia y la nobleza estuvieran dentro. El conspirador que se asoció más estrechamente con la conspiración en la imaginación popular fue Guy Fawkes, a quien se le había asignado la tarea de encender la mecha de los explosivos.

## En la literatura

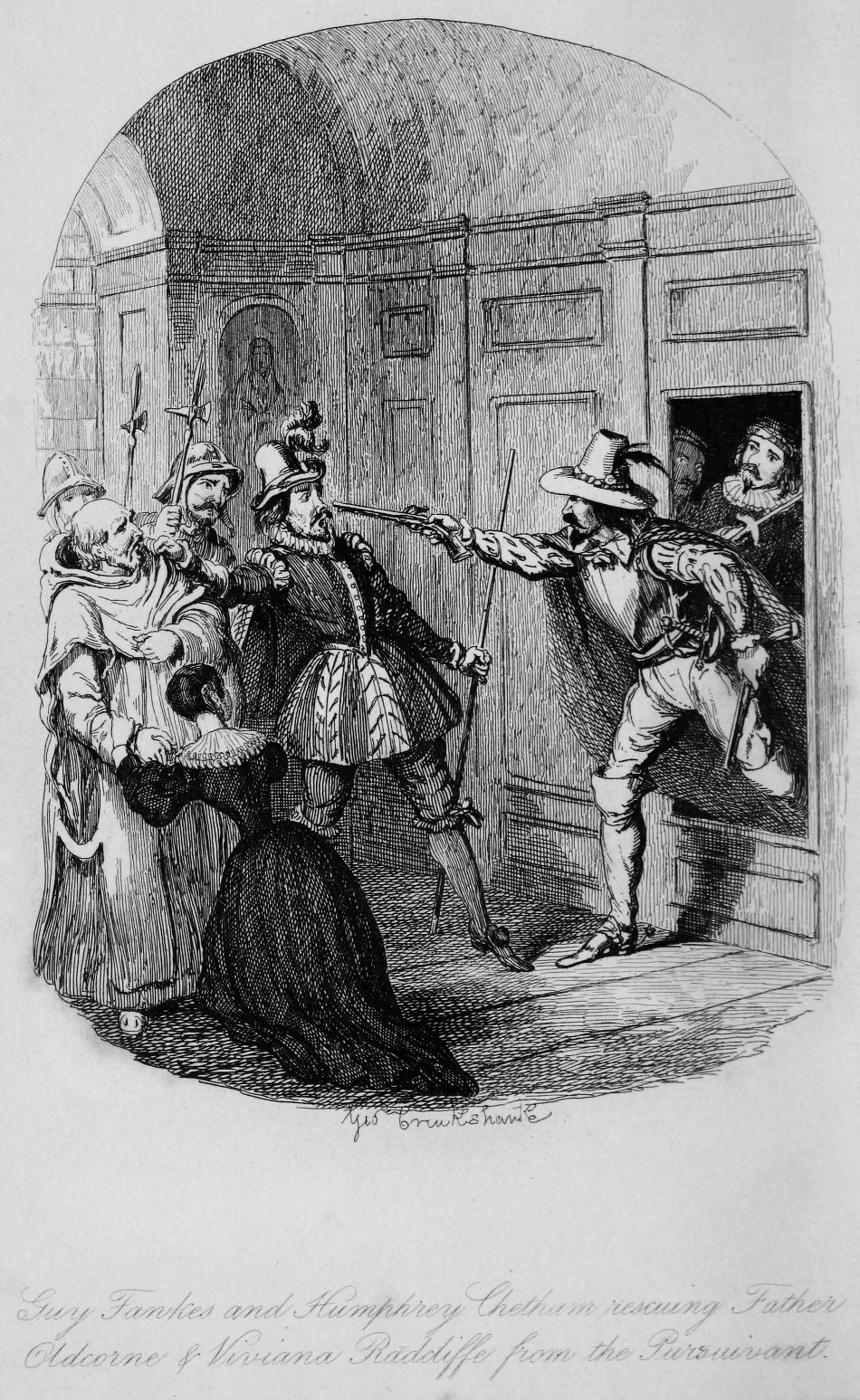
Ilustración del frontispicio de George Cruikshank para la primera edición de 1841

El joven John Milton, en 1626 a la edad de 17 años, escribió lo que un comentarista ha llamado un "poema críticamente complicado", In Quintum Novembris. La obra refleja el "sentimiento público partidista en un día festivo nacional inglés-protestante", el 5 de noviembre. En las ediciones publicadas de 1645 y 1673, el poema va precedido por cinco epigramas sobre el tema de la Conspiración de la Pólvora, aparentemente escritos por Milton en preparación para la obra mayor. La imaginación de Milton continuó siendo "atormentada" por la Conspiración de la Pólvora a lo largo de su vida, y los críticos han argumentado que influyó fuertemente en su poema posterior y más conocido, Paraíso Perdido.
La novela histórica de William Harrison Ainsworth de 1841 Guy Fawkes; o, La traición de la pólvora retrata a Fawkes de manera generalmente simpática, aunque también embellece los hechos conocidos para efectos dramáticos. La novela de Ainsworth transformó a Fawkes en un "personaje de ficción aceptable", y Fawkes apareció posteriormente en libros infantiles y penny dreadfuls. Un ejemplo de estos últimos es The Boyhood Days of Guy Fawkes, publicado alrededor de 1905, que retrata a Fawkes como "esencialmente un héroe de acción".
Con la frase "Un centavo por el Viejo Tipo", el poeta angloamericano T. S. Eliot menciona a Fawkes (y al espantapájaros quemado cada año el 5 de noviembre) en un epígrafe de su poema de 1925 Los hombres vacíos El personaje principal de la serie de cómics V de Vendetta, que comenzó en 1982, y su adaptación cinematográfica de 2006, llevaba una máscara de Guy Fawkes. En el cómic y en la película, "V" logra volar las Casas del Parlamento el 5 de noviembre (1997 en el cómic, 2021 en la película). La apertura de la película muestra una representación dramatizada del arresto y ejecución de Fawkes, con Evey narrando los primeros versos del poema de la Noche de Guy Fawkes.
En la novela de Doctor Who Virgin Missing Adventures titulada The Plotters, el Primer Doctor y sus compañeros Ian Chesterton, Barbara Wright y Vicki se ven involucrados con la Conspiración de la Pólvora cuando el Doctor visita para investigar, descubriendo que la conspiración fue ayudada por un miembro de la corte del rey —quien pretendía exponer la conspiración y así imponer medidas anticatólicas más estrictas— y una hermandad de autodenominados brujos que esperaban ganar poder en el caos que seguiría si la conspiración tuviera éxito. Durante su investigación, Guy Fawkes es asesinado antes del 5 de noviembre mientras protege a Barbara después de que ella le cuenta la verdad sobre su presencia, pero un miembro de la corte que formaba parte de la hermandad es juzgado como Fawkes, preservando así la historia. El Undécimo Doctor, Amy Pond y Rory Williams también se involucran en la conspiración en el videojuego Doctor Who: The Adventure Games, donde la conspiración fue manipulada por alienígenas rivales, los Sontarans y los Rutans, para recuperar una nave espacial Rutan que se había estrellado debajo del lugar donde se construiría el Parlamento en el siglo XIII, ya que la nave contenía armas que podrían eliminar a los Sontarans. Al contactar a Fawkes y a los demás para confirmar el progreso de la conspiración, el Doctor posteriormente logra recuperar y alterar una de las armas Rutan escondidas en la nave para que, en lugar de eso, elimine a los Rutans, luego entrega una arma a cada bando, sin decirles cuál es cuál, lo que significa que ninguno de los bandos puede usarla por el riesgo de eliminarse a sí mismos. Antes de que la tripulación de la TARDIS se marche, el Doctor hace una última visita a Fawkes y le dice que el mundo recordará lo que hizo ese día sin revelar que está destinado a fallar.
La novela infantil Witch Week —la tercera novela de la serie Chrestomanci— de Diana Wynne Jones tiene lugar en un mundo muy similar al nuestro, con la excepción de la existencia de la magia. Se desarrolla en un internado, donde varios estudiantes descubren que son brujos. Usar magia es, sin embargo, castigado con la muerte. Para ocultar su magia, los niños se meten en muchos problemas. Desesperados, llaman al extremadamente poderoso hechicero Chrestomanci para que los ayude. Cerca del final de la historia se revela que todos los eventos ocurrieron porque en su mundo, la Conspiración de la Pólvora fue exitosa. Esto causó que su mundo se separara del nuestro, llevándose toda la magia con él. El atentado es borrado de la historia, fusionando su mundo con el nuestro y borrando tanto la magia como todos los eventos problemáticos que ocurrieron.
En la serie de Harry Potter, Dumbledore, el director de la escuela, tiene un fénix llamado Fawkes, nombrado en honor a Guy Fawkes. Según la tradición, un fénix arde cuando llega al final de su vida.
En la novela Martin Chuzzlewit se dice que un miembro de la familia Chuzzlewit estuvo "indiscutiblemente" involucrado en la Conspiración de la Pólvora, y que Fawkes podría haber sido un descendiente de la "notable estirpe" de la familia.
Dos novelas recientes aplican a la Conspiración de la Pólvora las convenciones del moderno thriller de espionaje, adaptadas a las condiciones del siglo XVII. Ambas se adhieren en términos generales a los hechos históricos conocidos, alterándolos solo ligeramente para acomodar a personajes ficticios, y rellenan creativamente muchos detalles que permanecen desconocidos en los registros oficiales de la Conspiración de la Pólvora.
- En la parte final de la novela de Ken Follett de 2017 Una columna de fuego,[12][13] la Conspiración de la Pólvora se convierte en la ronda final de una batalla mortal de ingenios que dura décadas entre el conspirador católico Rollo Fitzgerald, que trama conspiraciones sofisticadas y peligrosas, y Ned Willard, el espía real encargado de descubrir y frustrar estas conspiraciones (y que resulta ser el cuñado de Fitzgerald). Follett atribuye a Rollo Fitzgerald el papel de iniciar la conspiración y reclutar a Guy Fawkes para llevarla a cabo. A Ned Willard se le atribuye el papel de descubrir la conspiración y evitarla en el último momento. Con fines dramáticos, Follett omite el hecho histórico de que la pólvora había sufrido cierto deterioro y podría no haber explotado. Tal como se representa en el libro, estaba completamente combustible y la conspiración podría haber sido ejecutada, con resultados drásticos para la historia inglesa posterior, si Willard no la hubiera descubierto a tiempo.
- La novela de Christie Dickason de 2005 The Firemaster's Mistress[14] se centra en Francis Quoynt, el "Maestro de Fuegos" (experto en pólvora) que proporcionó a los conspiradores sus múltiples barriles de pólvora. La identidad de la persona que realmente hizo esto sigue siendo desconocida, ya que las autoridades reales nunca lo procesaron como cómplice. Dickason ofrece una explicación plausible de por qué no lo hicieron: según se representa en el libro, el Secretario de Estado Robert Cecil estaba al tanto de la conspiración desde una etapa temprana, reclutó a Quoynt como un agente doble (muy reacio), le ordenó con firmeza continuar produciendo la pólvora e incluso le pagó los gastos, con la intención deliberada de dejar que la conspiración casi tuviera éxito y luego capturar a los conspiradores en el acto, para así fortalecer la posición del recién entronizado Rey Jacobo I, aún considerado ampliamente como un intruso escocés, y de Cecil como el hombre de confianza del Rey. En esto, Cecil tiene un éxito eminente. Sin embargo, el libro postula otra conspiración, urdida por el primo y archirrival de Cecil Francis Bacon, quien también estaba al tanto de la Conspiración de la Pólvora. Bacon tenía la intención, después de que la conspiración fuera descubierta y la vigilancia real se relajara, de asesinar al Rey Jacobo y a su hijo y heredero Enrique cuando fueran a cazar. Luego, Bacon produciría un sucesor real sorpresa, pondría a ese sucesor en el trono con la ayuda de tropas españolas introducidas de contrabando en Inglaterra, tras lo cual Bacon emergería como el poder detrás del nuevo trono. Esta segunda conspiración es frustrada de manera muy eficaz por el Maestro de Fuegos Quoynt y su amante homónima. Dado que no había pruebas concluyentes de la implicación de Bacon, Cecil prefiere mantener todo el asunto en secreto. No hay evidencia histórica de ninguna conspiración secundaria de este tipo. Sin embargo, tanto el apetito de Bacon por el poder como su afición por las conspiraciones complicadas son hechos históricos bien conocidos.
- Aunque la reconstrucción de los detalles de la Conspiración de la Pólvora es muy diferente en los dos libros, ambos atribuyen la redacción de la carta de Monteagle al interés amoroso del protagonista. En ambos libros, este personaje es descrito como una mujer firmemente católica, atrapada en una red de lealtades conflictivas: fiel a su religión y a sus compañeros católicos, pero de ninguna manera apoyando una conspiración para volar el Parlamento y al Rey.

## En teatro
Para el siglo XIX, Guy Fawkes y la Conspiración de la Pólvora comenzaron a ser utilizados como base para las pantomimas. Un ejemplo temprano es Harlequin and Guy Fawkes: or, the 5th of November, que se presentó en el Theatre Royal, Covent Garden el 16 de noviembre de 1835. Después de que se descubre la conspiración, Fawkes se transforma en Arlequín y Robert Catesby, el líder de la conspiración, en Pantalón, tras lo cual "comienza la pura pantomima". Fawkes también aparece en la pantomima Guy Fawkes, or a Match for a King, escrita por Albert Smith y William Hale y representada por primera vez en 1855. La escena inicial muestra una discusión entre Catesby y Fawkes sobre el destino de Lord Monteagle, el hombre que dio la alarma después de recibir una carta anónima advirtiéndole que no asistiera al Parlamento el 5 de noviembre de 1605. Catesby quiere salvar a su amigo Monteagle, pero Fawkes, que lo considera un enemigo, quiere que sea volado junto con el resto de la aristocracia. Los dos luchan, primero con espadas "dudosas" y luego con vejigas, antes de que Fawkes sea "derrotado". El resto de la pantomima consiste en payasos actuando en varias escenas cómicas no relacionadas con la Conspiración de la Pólvora.
La obra Guido Fawkes: or, the Prophetess of Ordsall Cave se basó en los primeros episodios de la versión serializada de la novela de Ainsworth de 1841. Representada en el Queen's Theatre, Mánchester, en junio de 1840, retrataba a Fawkes como un "simpatizante políticamente motivado con la causa del pueblo común". La novela de Ainsworth fue adaptada al cine en la producción de 1923, Guy Fawkes, dirigida por Maurice Elvey y protagonizada por Matheson Lang como Fawkes.
En agosto de 2005, se estrenó en el Chichester Festival Theatre una obra llamada 5/11 que explica (de manera ligeramente inexacta) el clima social y político hasta, e incluyendo, el intento de volar el Parlamento. Su elenco incluía a Hugh Ross como Cecil, Stephen Noonan como Catesby y Alistair McGowan como el Rey James. Recibió críticas en su mayoría positivas, que destacaron su relevancia para la sociedad actual y su capacidad para ilustrar a su audiencia. El nombre "5/11" utilizado para la Conspiración de la Pólvora es una referencia deliberada al "9/11", un nombre común para los atentados del 11 de septiembre.
La Conspiración de la Pólvora es el motivo central en la obra de 2009 Equivocation, escrita por Bill Cain, que explora los peligros de decir la verdad en tiempos difíciles. Considera un escenario en el que el gobierno británico encarga a William Shakespeare escribir una historia definitiva de la conspiración en forma de obra de teatro.

## En música

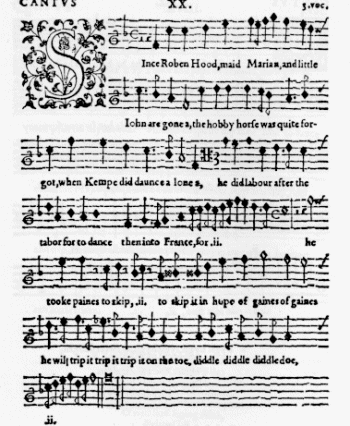
Grabado del madrigal de Weelkes: Desde que Robin Hood, Maid Marian y Little John se fueron, 1608

El himno O Lord how joyful is the King de Thomas Weelkes fue escrito poco después de la fallida conspiración, probablemente en agradecimiento por la vida del rey salvada. De manera similar, el himno Hearken ye Nations de Edmund Hooper fue escrito como una conmemoración del día. Como señala William Hunt, "armonías mayores y menores se lanzan a una colisión disonante en cadencias que ocasionalmente bordean la histeria musical, para expresar tanto el horror como el alivio por la masacre evitada por poco."
Al final de la canción "Remember" de su primer álbum en solitario, John Lennon se oye diciendo las palabras "Remember, remember the fifth of November", seguido del sonido de una explosión.
La banda cyberpunk Pitchshifter en su canción Un-United Kingdom, que critica duramente al gobierno del Reino Unido, presenta la línea "and we could [all/still] learn a thing or two from Guy Fawkes" justo antes del estribillo.
"Blow It Up, Start Again" es una pieza orquestal compuesta por Jonathan Newman, estrenada por los Chicago Youth Symphony Orchestras en 2012. En sus notas del compositor, Newman hace referencia al intento de Guy Fawkes de volar la Cámara de los Lores. Carolina Crown Drum and Bugle Corps utilizó la pieza en su producción de 2018, "Beast".
"Guy Fawkes Vs Che Guevara" fue publicado en YouTube por Epic Rap Battles of History el 4 de mayo de 2019. El video enfrenta a los revolucionarios en una batalla de rap.
Treason, un nuevo musical con música y letras de Ricky Allan, está actualmente en desarrollo para una presentación en el escenario planificada para 2021. Las grabaciones de algunas de las canciones comenzaron a publicarse en noviembre de 2020.

## En la radio
El 5 de noviembre de 1945, Basil Rathbone y Nigel Bruce protagonizaron un episodio de The New Adventures of Sherlock Holmes titulado "The Gunpowder Plot", en el que su cliente James Stuart (quien afirma ser descendiente de el rey Jacobo I) está aterrorizado porque su primo Guy Fawkenby planea matarlo en el Día de Guy Fawkes recreando la Conspiración de la Pólvora de 1605. La investigación revela muchos paralelismos con la conspiración original, pero toma un giro repentino e inesperado al final. Este episodio está disponible para descarga en muchos sitios.
El 1 de noviembre de 1980, BBC Radio 4 emitió Gunpowder Treason and Plot, escrito por A. J. Walton y dirigido por Margaret Etall, con Michael Spice como Guy Fawkes, Christopher Scott como Thomas Wintour, Anthony Hyde como Robert Catesby, Fraser Kerr como Jacobo I, Robert Lang como Walter Raleigh y John Moffatt como Robert Cecil.
El 6 de noviembre de 2005, para marcar el 400.º aniversario de la conspiración, BBC Radio 3 transmitió The Gunpowder Plot, escrito por Jonathan Davidson y dirigido por David Hunter, con David Calder como Cecil, Sean Arnold como Lord Popham, Cal Macaninch como el rey Jacobo I, John Henshaw como Padre Henry Garnet, Hugh Dickson como Padre Oldcorn y Helen Longworth como Anne Vaux.
En 2005, BBC Radio 4 presentó una serie de cinco obras de 15 minutos, cada una escrita por un dramaturgo diferente, titulada Gunpowder Women. Cada obra trata sobre una mujer que de alguna manera estuvo conectada con los eventos de la Conspiración de la Pólvora de 1605. Las obras están vinculadas por el interrogatorio de Anne Vaux, prima del conspirador Robert Catesby. La serie fue retransmitida en noviembre de 2014 en BBC Radio 4 Extra:
1. "The Pilgrim" - escrita por Theresa Heskins, con Carolyn Pickles como Ann - ¿Podría Anne Vaux, prima del conspirador de la Conspiración de la Pólvora Robert Catesby, estar involucrada?
2. "The Mother" - escrita por Deborah Catesby (una descendiente real del conspirador Robert Catesby), con Tina Gray - La madre de Robert Catesby está preocupada por los planes de su hijo. Pero, ¿podría ella ser una conspiradora también?
3. "The Sister" - escrita por Kate Shaw, con Suzanne Cave - Lord Monteagle es advertido de no ir al Parlamento. ¿Fue su hermana Mary quien le envió la carta?
4. "The Princess" - escrita por Louise Ramsden, con Elizabeth Wofford - La conspiración ha fallado. ¿Es ahora la hija de nueve años del rey el objetivo?
5. "The Wife" - escrita por Stephanie Dale, con Peter Meakin y Deborah McAndrew - Thomas Bates, el sirviente del conspirador Robert Catesby, enfrenta la ejecución y su esposa está desesperada por hablar con él antes de que encuentre su destino.

El 5 de noviembre de 2009, BBC Radio 4 emitió un especial ligeramente históricamente inexacto de Afternoon Drama sobre Fawkes y la Conspiración de la Pólvora, escrito y protagonizado por el grupo cómico The Penny Dreadfuls, con Kevin Eldon como Fawkes. El especial se repitió en BBC Radio 4 Extra el 6 de noviembre de 2011.

## En cine y televisión
La Conspiración de la Pólvora es el tema central de la segunda parte de Gunpowder, Treason & Plot, una miniserie de televisión de 2004, con Robert Carlyle como rey Jacobo y Michael Fassbender como Guy Fawkes.
El 22 de octubre de 2014, BBC Two transmitió Gunpowder 5/11: The Greatest Terror Plot, escrito/producción/dirigido por Adam Kemp. La historia es una dramatización, utilizando las palabras reales de Thomas Wintour (Jamie Thomas King), Guy Fawkes y los interrogadores estatales, sobre los eventos desde el reclutamiento de Fawkes y su propio hermano por parte de Wintour hasta su captura el 8 de noviembre y los últimos días de los conspiradores después del 5/11. La historia utiliza "5/11" para la Conspiración de la Pólvora de la misma manera que "9/11" se usa para los ataques terroristas del 11 de septiembre de 2001.
La trama y la rima fueron referenciadas en el episodio de la BBC Sherlock titulado "The Empty Hearse" emitido el 1 de enero de 2014. Sherlock y el Dr. Watson deben detener un ataque terrorista planeado contra la Cámara de los Lores el 5 de noviembre, donde se está celebrando una audiencia nocturna sobre un proyecto de ley antiterrorista. Watson casi muere quemado vivo dentro de una gigantesca hoguera.
En octubre/noviembre de 2017, la BBC transmitió el drama de 3 partes Gunpowder, protagonizado por Kit Harington como Robert Catesby y Tom Cullen como Fawkes. Mark Gatiss, Peter Mullan y Liv Tyler también participaron.
En la serie de televisión de 2015 Mr. Robot, el grupo hacktivist F-Society está representado por una máscara que recuerda a la máscara de Guy Fawkes, probablemente como una referencia a Anonymous.
La acción de la serie animada Carmen Sandiego, en el episodio The Jolly Good Show Caper, ocurre durante el 5 de noviembre y explican la historia detrás de la fecha, asociando a Carmen con Guy Fawkes, ya que él era considerado un villano o un héroe dependiendo de a quién se le preguntara. Guy Fawkes Night juega un papel importante en el episodio, ya que provoca caos mientras los villanos de la serie, VILE, están realizando un robo.

## En videojuegos
Como parte de la segunda serie planeada (aunque finalmente cancelada) de videojuegos centrados en Doctor Who, titulada Doctor Who: The Adventure Games, una versión ficticia de la conspiración apareció como un elemento principal en la historia titulada "The Gunpowder Plot". En esta versión, los conspiradores reciben ayuda de una raza alienígena llamada los Rutans, que buscan destruir el Parlamento para tanto proporcionar energía a su nave como liberar la nave, enterrada bajo tierra durante miles de años, proporcionando cuarenta barriles de pólvora para lograr este objetivo. Una raza alienígena rival, y enemiga jurada del Rutan Host, llamada Los Sontarans, buscan evitar que esto ocurra debido a que la nave Rutan lleva un arma apocalíptica diseñada para exterminar a la raza Sontaran. El juego fue desarrollado con un mercado educativo en mente e incluye muchos hechos sobre la vida jacobea, la conspiración y los propios conspiradores.

## En verso
Varios versos tradicionales han acompañado las festividades de Noche de Guy Fawkes. "God Save the King" puede ser reemplazada por "God Save the Queen" dependiendo de quién esté en el trono. "Remember, remember the Fifth of November" está listada como número 16916 en el Roud Folk Song Index.

Remember, remember the Fifth of November,
The Gunpowder Treason and Plot,
I know of no reason
Why the Gunpowder Treason
Should ever be forgot.
Guy Fawkes, Guy Fawkes, t'was his intent
To blow up the King and Parli'ment.
Three-score barrels of powder below,
Poor old England to overthrow;
By God's providence he was catch'd (or by God's mercy*)
With a dark lantern and burning match.
Holla boys, Holla boys, let the bells ring.
Holloa boys, holloa boys, God save the King!
And what should we do with him? Burn him!
Recuerda, recuerda el cinco de noviembre,
La traición y conspiración de la pólvora,
No conozco ninguna razón
Por la cual la traición de la pólvora
Debería ser olvidada.
Guy Fawkes, Guy Fawkes, era su intención
Hacer volar al Rey y al Parlamento.
Tres docenas de barriles de pólvora abajo,
Para derrocar a la pobre vieja Inglaterra;
Por providencia divina fue atrapado (o por misericordia de Dios*)
Con una linterna oscura y una cerilla encendida.
¡Gritad, chicos, gritad, chicos, que suenen las campanas!
¡Gritad, chicos, gritad, chicos, Dios salve al Rey!
¿Y qué deberíamos hacer con él? ¡Quémalo!

En el uso más común, el "grito de la hoguera" se altera ocasionalmente con los últimos tres versos (después de "cerilla encendida") reemplazados por los siguientes:

A traitor to the Crown by his action,
No Parli'ment mercy from any faction,
His just end should'st be grim,
What should we do? Burn him!
Holler boys, holler boys, let the bells ring,
Holler boys, holler boys, God save the King!
Un traidor a la Corona por su acción,
Sin misericordia del Parlamento de ninguna facción,
Su justo final debería ser severo,
¿Qué deberíamos hacer? ¡Quémalo!
¡Gritad, chicos, gritad, chicos, que suenen las campanas!
¡Gritad, chicos, gritad, chicos, Dios salve al Rey!

Algunas de las Sociedades de la Hoguera en la ciudad de Lewes utilizan un segundo verso que refleja la lucha entre protestantes y católicos romanos. Esto fue ampliamente utilizado pero, debido a su tono anticatólico romano, ha caído en desuso.

A penny loaf to feed the Pope
A farthing o' cheese to choke him.
A pint of beer to rinse it down.
A fagot of sticks to burn him.
Burn him in a tub of tar.
Burn him like a blazing star.
Burn his body from his head.
Then we'll say ol' Pope is dead.
Hip hip hoorah!
Hip hip hoorah hoorah!
Un panecillo para alimentar al Papa
Un cuarto de queso para asfixiarlo.
Una pinta de cerveza para enjuagarlo.
Un manojo de leña para quemarlo.
Quémalo en un barril de alquitrán.
Quémalo como una estrella en llamas.
Quema su cuerpo de la cabeza.
Luego diremos que el viejo Papa está muerto.
¡Hip hip hurra!
¡Hip hip hurra hurra!

Una variante de lo anterior:

Remember, remember the fifth of November
Gunpowder, treason and plot.
I see no reason, why gunpowder treason
Should ever be forgot.
Remember, remember, the fifth of November,
Gunpowder, treason and plot!
A stick or a stake for King James' sake
Will you please to give us a fagot
If you can't give us one, we'll take two;
The better for us and the worse for you!
Recuerda, recuerda el cinco de noviembre,
Pólvora, traición y conspiración.
No veo razón por la cual la traición de la pólvora
Debería ser olvidada.
Recuerda, recuerda el cinco de noviembre,
Pólvora, traición y conspiración.
¡Un palo o una estaca por el bien del Rey Jacobo,
Por favor, danos un manojo,
Si no puedes darnos uno, tomaremos dos;
¡Mejor para nosotros y peor para ti!

Otro fragmento de poesía popular:

Guy, guy, guy
Poke him in the eye,
Put him on the bonfire,
And there let him die
Guy, Guy, Guy
Pínchalo en el ojo,
Ponlo en la hoguera,
Y déjalo morir allí

O, hoy en día frecuentemente utilizado, en lugar de "Ponlo en la hoguera", "Cuélgalo en un poste de luz".

...and another variant, sung by children in Lancashire while begging "A Penny For The Guy":
Remember, remember the fifth of November
It's Gunpowder Plot, we never forgot
Put your hand in your pocket and pull out your purse
A ha'penny or a penny will do you no harm
Who's that knocking at the window?
Who's that knocking at the door?
It's little Mary Ann with a candle in her hand
And she's going down the cellar for some coal
...y otra variante, cantada por los niños en Lancashire mientras piden "Un penique para el Guy":
Recuerda, recuerda el cinco de noviembre,
Es la conspiración de la pólvora, nunca la olvidamos.
Mete la mano en tu bolsillo y saca tu monedero,
Un medio penique o un penique no te hará daño.
¿Quién está llamando a la ventana?
¿Quién está llamando a la puerta?
Es la pequeña Mary Ann con una vela en la mano
Y va al sótano a buscar carbón.

El siguiente es un canto del sur de Lancashire que se canta al tocar puertas pidiendo dinero para comprar fuegos artificiales o combustibles para una hoguera (conocido como "Cob-coaling"). Existen muchas variaciones, esta es una versión más corta:

We come a Cob-coaling for Bonfire time,
Your coal and your money we hope to enjoy.
Fal-a-dee, fal-a-die, fal-a-diddly-i-do-day.
For down in yon' cellar there's an owd umberella
And up on yon' cornish there's an owd pepperpot.
Pepperpot! Pepperpot! Morning 'till night.
If you give us nowt, we'll steal nowt and bid you good night.
Up a ladder, down a wall, a cob o'coal would save us all.
If you don't have a penny a ha'penny will do.
If you don't have a ha'penny, then God bless you.
We knock at your knocker and ring at your bell
To see what you'll give us for singing so well.
Venimos a Cob-coaling para el tiempo de la hoguera,
Tu carbón y tu dinero esperamos disfrutar.
Fal-a-dee, fal-a-die, fal-a-diddly-i-do-day.
Porque en el sótano hay un viejo paraguas
Y en el alféizar hay un viejo molinillo de pimienta.
¡Molinillo de pimienta! ¡Molinillo de pimienta! Desde la mañana hasta la noche.
Si no nos das nada, no robaremos nada y te deseamos buenas noches.
Arriba en una escalera, abajo en una pared, un poco de carbón nos salvaría a todos.
Si no tienes un penique, medio penique servirá.
Si no tienes medio penique, que Dios te bendiga.
Llamamos a tu aldaba y tocamos tu timbre
Para ver qué nos darás por cantar tan bien.

De Calderdale: La canción nominativa de la conspiración de la pólvora del Valle de Ryburn
Calderdale tenía una abundante colección de rimas y nominaciones, o piezas cortas de doggerel. Muchas de ellas eran comunes en Yorkshire en general, donde las rimas sobre la conspiración de la pólvora eran numerosas.

Here comes three jolly rovers, all in one row.
We're coming a cob-coiling for t' Bon Fire Plot.
Bon Fire Plot from morning till night !
If you'll give us owt, we'll steal nowt, but bid you goodnight.
Fol-a-dee, fol-a-die, fol-a-diddle-die-do-dum !
(Repeated after each verse.)
The next house we come to is a sailor you see.
He sails over the ocean and over the sea,
Sailing from England to France and to Spain,
And now he's returning to England again.
The next house we come to is an old tinker's shop,
And up in one rook there's an old pepper-box-
An old pepper-box from morning till night-
If you'll give us owt, we'll steal nowt, but bid you good-night.
Aquí vienen tres alegres vagabundos, todos en fila.
Venimos a hacer cob-coaling para el Plan de la Hoguera.
¡Plan de la Hoguera de la mañana a la noche!
Si nos das algo, no robaremos nada, pero te deseamos buenas noches.
Fol-a-dee, fol-a-die, fol-a-diddle-die-do-dum!
(Repetido después de cada verso.)
La siguiente casa a la que llegamos es la de un marinero, verás.
Navega por el océano y por el mar,
Navegando de Inglaterra a Francia y a España,
Y ahora regresa a Inglaterra nuevamente.
La siguiente casa a la que llegamos es la de un viejo tendero,
Y arriba en un rincón hay una vieja caja de pimienta,
Una vieja caja de pimienta de la mañana a la noche.
Si nos das algo, no robaremos nada, pero te deseamos buenas noches.

## Máscara de Guy Fawkes en protestas
Desde el estreno de la película de 2006 V de Vendetta, ambientada en un Reino Unido distópico, el uso de la "máscara de Guy Fawkes" que aparece en la película se ha extendido internacionalmente entre grupos de protesta anti-establishment. El ilustrador de los cómics en los que se basó la película, David Lloyd, ha declarado que el personaje V decidió "adoptar la personalidad y la misión de Guy Fawkes – nuestro gran revolucionario histórico".

## Encuestas
El público clasificó a Fawkes en el puesto 30 en el listado de 100 Greatest Britons de la BBC, y fue incluido en la lista de Bernard Ingham de las 50 personas más importantes de Yorkshire.